# القنطرة البيضاء
الجسر الأبيض أو القنطرة البيضاء هي أحد معالم مدينة كربلاء التأريخة والأثرية يعود تاريخ بناءها إلى أكثر من 450 سنة في زمن الحكم العثماني للعراق وقد بنى القنطرة السلطان العثماني سليمان القانوني بعد زيارته مدينة كربلاء عام 1550م عندما قام بحفر نهر الحسينية وذلك لربط ضفتي النهر وتعد القنطرة واحدة من أقدم القناطر التي بناها العثمانيون في العراق.